# Bazouge-du-Désert
Bazouge-du-Désert é uma comuna francesa na região administrativa da Bretanha, no departamento Ille-et-Vilaine. Estende-se por uma área de 24,41 km². Em 2010 a comuna tinha 1 095 habitantes (densidade: 44,9 hab./km²).